# Ștefan Kovács
Pour les articles homonymes, voir Kovacs.
Ștefan Kovács (Kovács István), aussi connu sous le surnom de Pisti, né le 2 octobre 1920 à Timișoara (Roumanie) et mort le 12 mai 1995 à Cluj-Napoca (Roumanie), est un joueur et entraîneur de football roumain.
Successeur de Rinus Michels sur le banc de l'Ajax Amsterdam, Kovács y remporte notamment la Coupe d'Europe des clubs champions à deux reprises. De 1973 à 1975, il est le deuxième sélectionneur étranger de l'équipe de France (après George Kimpton au mondial 1934), puis de celle de Roumanie pendant quatre ans.

## Biographie
Ștefan Kovács est né à Timișoara. Son père est d'origine hongroise et sa mère roumaine. C'est un joueur de football modeste, jamais sélectionné dans l'équipe nationale de Roumanie au contraire de son frère ainé, Nicolae Kovács, qui joua pour la Roumanie et la Hongrie et disputa les trois coupes du monde d'avant-guerre.
À peine sa carrière de footballeur terminée qu'il se plonge dans celle d'entraîneur, à l'Universitatea Cluj, en 1956. Après deux saisons, il rejoint la Fédération roumaine de football, où il s'occupe des espoirs puis de la sélection B, et devient l'adjoint du sélectionneur. En 1967, il reprend sa carrière d'entraîneur de club au Steaua Bucarest en Roumanie, avec lequel, entre 1967 et 1971, il gagne une fois le championnat, qui échappait au club de la capitale depuis 1961 et trois fois la coupe de Roumanie.
Il arrive en 1971 à l'Ajax d'Amsterdam aux Pays-Bas, où il succède au fameux coach néerlandais Rinus Michels, désigné en 1999 « entraîneur du XXe siècle » par la FIFA, qui aurait indiqué son nom dans une liste de successeurs potentiels destinée aux dirigeants. Il continue d'y prôner le « football total » cher à son prédécesseur en s'appuyant sur les deux grands joueurs de l'équipe : Johan Cruyff et Johan Neeskens. L'équipe néerlandaise, championne d'Europe en titre, remporte de nouveau la Coupe d'Europe des clubs champions en 1972 et 1973, mais aussi la Coupe intercontinentale en 1972 face aux Argentins d'Independiente et la Supercoupe de l'UEFA en 1973.
En 1973, le régime de Nicolae Ceaușescu, qui se transforme progressivement en autocratie, décide de refuser la prolongation du contrat de travail à l'étranger de Kovács, qui est nommé directeur technique national au sein de la FRF. Finalement Kovács obtient du dirigeant roumain sa « libération », et la possibilité de signer où il le souhaite. Il décide d'accepter la proposition de Jacques Ferran et de la Fédération française de football de prendre la tête de l'équipe de France, alors moribonde. Il n'est alors que le deuxième sélectionneur étranger de l'histoire de la fédération française, après l'Anglais George Kimpton dans les années 1930.
Son mandat est marqué par certaines tensions politiques, le régime roumain cherchant à se servir de Kovacs comme une monnaie d'échange avec le gouvernement français. Son contrat d'un an est notamment renouvelé in extremis à l'été 1974. Si durant ses deux années en tant que sélectionneur, Kovacs n'obtiendra aucun résultat notable, des observateurs s'accordent néanmoins à dire que sa venue a été riche en apports pour les Bleus et qu'il a été un des grands artisans des progrès des joueurs français dans les domaines physique et tactique ainsi que dans leur approche psychologique des rencontres de haut niveau. Il aura également le flair de faire débuter très rapidement Dominique Rocheteau en équipe de France alors que celui-ci n'avait disputé que quelques matchs en première division avec l'équipe de Saint-Étienne. Son adjoint Michel Hidalgo poursuivra le travail avec succès, puisqu'il s'achèvera sur la victoire à l'Euro 1984.
Son contrat n'étant pas renouvelé en 1975, du fait que la France n'a pas pu se qualifier pour l'Euro 1976, devancée par la Belgique et la RDA, Kovacs retourne finalement en Roumanie dont il devient le sélectionneur national. Il échoue à qualifier son pays pour les deux grandes compétitions suivantes, à savoir la Coupe du monde 1978 et l'Euro 1980, étant devancé les deux fois par l'Espagne. En mai 1981, la sélection s'incline face à la Hongrie, dont est originaire la famille paternelle de Ștefan Kovács. Dans un climat politique de plus en plus autoritaire, il est accusé d'avoir fait perdre volontairement la Roumanie et décide de démissionner.
Après deux ans sans succès sur les bancs du Panathinaïkos en Grèce, et de l'AS Monaco en France, où il est remplacé par le jeune Arsène Wenger, il prend sa retraite en 1987. Il meurt le 12 mai 1995 dans un certain anonymat.

## Palmarès

### Joueur
- Universitatea Cluj
  - Finaliste de la Coupe de Roumanie : 1949

### Entraîneur
Ștefan Kovács n'a remporté aucun titre notable en tant que joueur. Devenu entraîneur, il a remporté les compétitions suivantes :
- Steaua Bucarest
  - Championnat de Roumanie : 1968
  - Coupe de Roumanie : 1969, 1970, 1971
- Ajax Amsterdam
  - Championnat des Pays-Bas : 1972, 1973
  - Coupe des Pays-Bas : 1972
  - Ligue des champions : 1972, 1973
  - Supercoupe d'Europe : 1972
  - Coupe intercontinentale : 1972
- Panathinaikos
  - Coupe de Grèce : 1982